# Lucio Cecilio Metello Dalmatico
Lucio Cecilio Metello Dalmatico  (in latino Lucius Caecilius Metellus Dalmaticus) (164 a.C. circa – dopo il 99 a.C.) è stato un politico romano durante l'epoca repubblicana.

## Biografia
Figlio di Lucio Cecilio Metello Calvo e fratello di Quinto Cecilio Metello Numidico, divenne pretore nel 122 a.C., fu quindi console nel 119 a.C. e censore nel 115 a.C. per poi essere eletto pontefice massimo.
Fece espellere dal Senato 32 componenti e si scontrò con Lucio Appuleio Saturnino. Contribuì al ritorno a Roma nel 99 a.C. del fratello Quinto Cecilio Metello Numidico, anch'esso scontratosi contro Saturnino nel tentativo di espellerlo dal Senato.
Come ricompensa per le sue vittorie riportate durante il proconsolato del 118 a.C. contro i Dalmati, celebrò un trionfo e assunse il cognome di Dalmaticus. Nel 117 a.C. fece ricostruire il Tempio dei Dioscuri situato nel Foro Romano.
Durante il suo pontificato si ebbe il clamoroso processo alle vestali del 114-113 a.C., dove dimostrando assai scarsa autorità causò un notevole scompiglio nell'Urbe, perdendo temporaneamente i propri poteri e dando il via ad una lunga serie di esecuzioni. 
Ebbe due figli, Lucio Cecilio Metello e Marco Cecilio Metello, ed una figlia, Cecilia Metella Dalmatica, che sposò Marco Emilio Scauro.